# Bank of America Plaza (Charlotte)
O Bank of America Plaza é arranha-céu de 40 andares de 153 m (503 pés) de altura, localizado em Charlotte, Carolina do Norte. É o 6º edifício mais alto da cidade. Ele contém  de área de 82.412 m² (887.079 sq ft), na qual 7.000 m² (75.000 sq ft) é destinado ao varejo, e o resto do espaço destinado para  escritório. O edifício, abaixo do nível do solo, tem uma garagem com espaço para 456 veículos e uma garagem alugada nas proximidades do edifício de cinco andares de, proporcionando 730 espaços adicionais de estacionamento. Foi o edifício mais alto na Carolina do Norte, a partir de sua conclusão, em 1974, até ser superado pelo One Wells Fargo Center, em 1987. Há uma escultura em bronze intitulada "Il Grande Disco", localizada em uma praça ao lado do edifício. A Behringer Harvard REIT I, Inc comprou a torre em 2006.
O NCNB Plaza (agora Bank of America) foi construído juntamente com 350 quartos do Radisson Hotels. Em 1998, a LaSalle Advisors de Chicago possuía o NationsBank Plaza e o Radisson Plaza quando o Omni Hotels, que tinha saído de Charlotte dois anos antes, comprou o hotel com planos para um renovação de US$ 8 milhões, tornando-o um hotel de luxo de 4 estrelas.